# شاه‌نشان

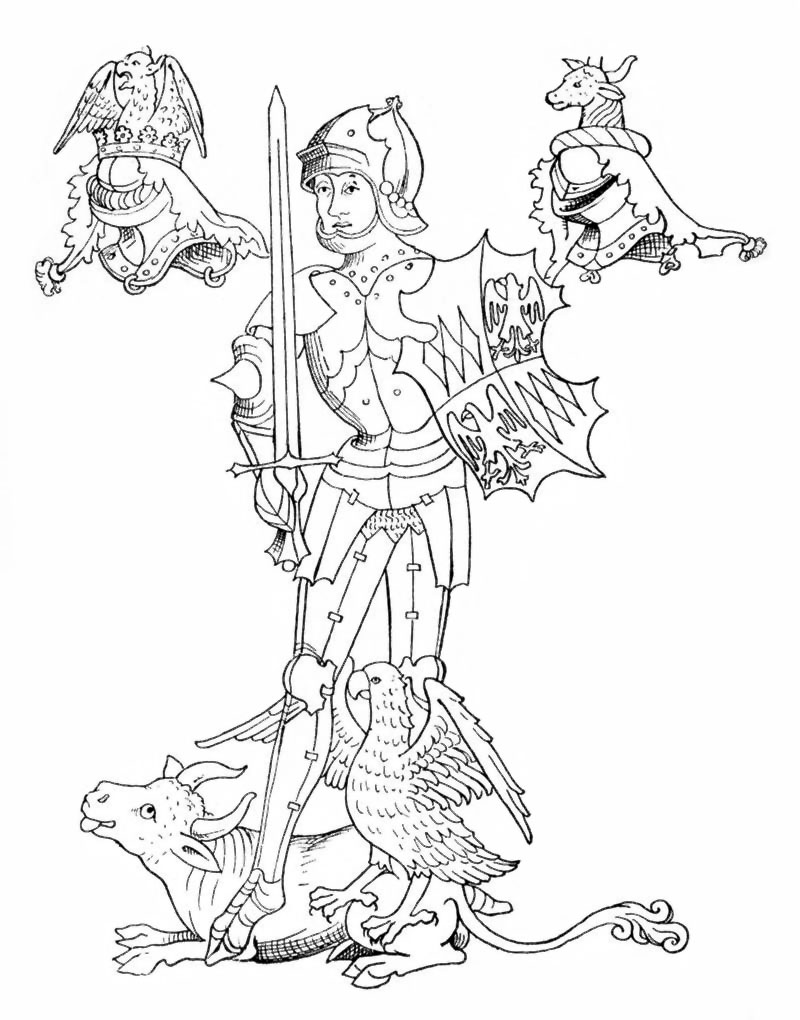
عنوان تاجبخش، نخستین مرتبه برای ریچارد نویل، شانزدهمین ارل واریک به دلیل نقش مؤثر وی در طول جنگ رزها ایجاد گردید.

شاه‌نشان (انگلیسی: Kingmaker) یا تاج‌بخش، عنوان یک فرد یا گروهی است که تأثیر قطعی و فراوانی در جانشینی، بر تخت نشستن یا انتصاب‌های سیاسی برخی افراد دارد و این موضوع اغلب در مواقعی به وقوع می‌پیوندد که نامزد قابل قبول و مورد اجماعی وجود نداشته باشد. شاه‌نشان می‌تواند از ابزارهای سیاسی، مالی، مذهبی و نظامی برای تأثیر در مقولهٔ جانشینی استفاده نماید. در انگلستان، این عنوان در ابتدا به دلیل فعالیت‌های ریچارد نویل، شانزدهمین ارل واریک، در طول دوران جنگ رزها، میان سال‌های (۱۴۵۵ تا ۱۴۸۷) ایجاد و به وی انتساب داده شد.

## مثال‌ها و موارد مشابه
- چاناکیا در شاهنشاهی موریا
- گارد پرتورین در امپراتوری روم
- گادوین، ارل وسکس در انگلستان در عهد آنگلوساکسون‌ها
- ماهاتما گاندی در انتصاب والابای پاتل و جواهر لعل نهرو در طول جنبش استقلال‌طلبی هند
- گیریجا پراساد کویرالا
- سربازان ینی چری  در امپراتوری عثمانی
- قزلباشان در  عهد صفوی
- دیوید اکسلراد در انتصاب باراک اوباما
- روپرت مرداک سرمایه‌داری که از سال ۱۹۷۹ میلادی، از حامیان اصلی نخست وزیران منتخب در بریتانیا بود.
- حاج ابراهیم کلانتر وزیر اعظم آقامحمدخان قاجار